# New Avengers
Novos Vingadores (no original New Avengers) é uma publicação mensal da Marvel Comics que tem como principais personagens um novo grupo de Vingadores da Terra-616.

## História das publicações

### Blecaute (#1-6)
Depois da Queda dos Vingadores, ocorreu uma rebelião na Balsa. Electro, que estava na prisão, decidiu, junto com outros fugitivos, se rebelar. Ele fez com que tudo entrasse em um grande blecaute e fugissem dali. Quarenta e dois presos escaparam, mas muitos foram contidos graças à intervenção do Capitão América, Homem de Ferro, Luke Cage, Jessica Drew, Homem-Aranha e Matt Murdock. Foi aí que, junto com a SHIELD, foi pensado num novo começo para os Vingadores. Matt não quis participar do grupo então não ajudou mais os heróis. Quando tiveram que ir para a Terra Selvagem, recrutaram Wolverine.

### O Sentinela (#7-10)
O Capitão e o Homem de Ferro queriam descobrir as origens do Sentinela, um herói misterioso e que ajudou a salvar muitas vidas durante o Blecaute "Blackout" da Balsa, quando acabou com um dos mais sanguinolentos vilões, o Carnificina. Descobriu-se que ele era Robert "Bob" Reynolds e que um ser terrível também fazia parte da consciência: o Vácuo. Assim, enquanto os Vingadores, X-Men, Quarteto Fantástico e outros heróis lutavam contra o Vácuo, Emma Frost tentava fazer com que Robert voltasse ao normal e tomasse o controle de tudo. Ela descobriu que, a mando do General, o Mestre Mental havia mexido em Reynolds. Ela o ajudou e ele controlou o Vácuo e descobriu que seu QG estava em cima da Torre Stark.

### Ronin (#11-13)
Querendo descobrir os segredos do Tentáculo, os Vingadores tiveram que pedir ajuda ao seu mais novo recruta: Ronin. Quem o recomendou para os serviços havia sido Matt Murdock. Ele foi mesmo muito útil e entrou para os Vingadores. Depois, foi descoberto que a verdadeira identidade do Ronin era Maya Lopes, a Eco.

### Mulher-Aranha (#14-15)
Neste arco, a Jessica Drew tem que se decidir se vai ficar do lado da SHIELD ou da Hidra. Por sorte, o Capitão América confia nela.

### O Coletivo (#16-20)
Depois de uma explosão no norte do Canadá, uma criatura começa um rastro de destruição em direção ao sul. Ele acaba com a Tropa Alfa e é a vez dos Vingadores deterem a criatura. É descoberto que ele é Michael Pointer, um dos 198 mutantes que sobraram depois do Dia-M. Ele queria ir a Genosha. Chegando lá, se descobre que a essência de Xorn é quem está por trás de tudo isso. Ele estava querendo Magneto. Quando o encontrou, devolveu-lhe seus poderes e, numa batalha contra o Sentinela, foi colocado no sol e destruído. Michael ficou normal e decidiu fazer sua história.

### Guerra Civil: Vingadores: A Queda (#21-25)
Depois da explosão em Stamford, onde muitos morreram, causada por um ato irresponsável dos Novos Guerreiros, entrou em vigor a Lei de Registro de Super-Humanos. Isso fez com que os Vingadores se dividissem e que cada um tivesse um ponto de vista diferente do assunto.

## Outras mídias
- No vídeo game Marvel: Ultimate Alliance, Novos Vingadores são considerados uma equipe bônus se o jogador tem qualquer combinação de Capitão América, Homem de Ferro, Luke Cage, Wolverine, Homem-Aranha e Mulher-Aranha em uma equipe além de que na plataforma Playstation portátil o Ronin é jogável;
- A Torre Stark aparece no video game Incrível Hulk podendo ser destruída;
- A Torre Stark também aparece em destaque em Spider Man: Web Of Shadows;
- No vídeo game X-Men Legends II: Rise of Apocalypse New avengers é uma equipe formada por Homem de Ferro, Feiticeira Escarlate, Wolverine e Bishop.